# Pochite
 Mise en garde médicale
La pochite est une inflammation de la poche constituée après une anastomose iléo-anale.
On réalise souvent une coloprotectomie totale avec confection d'un réservoir iléo-anal chez les patients atteints d'une maladie inflammatoire chronique de l'intestin comme la rectocolite hémorragique et la maladie de Crohn, lorsque le suivi médical est insuffisant.
La pochite survient dans l'année qui suit l'opération. Elle atteint près de 10 à 40 % des patients opérés, certains auteurs parlent de 50 %. Elle se déclare par des douleurs abdominales, des diarrhées voire des saignements.
Le traitement consiste en une antibiothérapie.

## La pochite chronique
Il faut distinguer la forme aiguë traitée par antibiothérapie et la forme chronique persistant au-delà de quatre semaines malgré les antibiotiques. Cette forme concerne 15 % des patients. Les antibiotiques, les corticoïdes, puis les biothérapies (essentiellement les anti-TNF) peuvent être prescrits pour traiter la pochite chronique.